# Hartberg
Hartberg è un comune austriaco di 6 634 abitanti nel distretto di Hartberg-Fürstenfeld, in Stiria, del quale è capoluogo; ha lo status di città (Stadt). Fino al 31 dicembre 2012 è stato il capoluogo del distretto di Hartberg, poi accorpato a quello di Fürstenfeld.

## Storia
La città sorse su uno dei più importanti insediamenti preistorici della Stiria. Un massiccio muro di protezione la circondava. Della cinta muraria alta 7-8 metri e lunga 1500 metri rimangono oggi solo due torri. (Torre Schölbinger e Torre Reck). La prima menzione di Hartberg come città risale ad un documento del 1286. Nel XV secolo fu conquistata dal re Matthias Corvinus.